# Łukowa (Nowa Sarzyna)
Łukowa ist eine Ortschaft mit einem Schulzenamt der Gemeinde Nowa Sarzyna im Powiat Leżajski der Woiwodschaft Karpatenvorland in Polen.

## Geschichte
Das Dorf in der Woiwodschaft Ruthenien wurde in der Mitte des 17. Jahrhunderts gegründet und 1648 als Łukowa erstmals erwähnt. Der Name ist vom ukrainischen Appellativ łuka (polnisch łąka, deutsch Wiese) oder vom polnischen łuk (Bogen, möglicherweise auch Personennamen Łuk) abgeleitet.
Bei der Ersten Teilung Polens kam Łukowa 1772 zum neuen Königreich Galizien und Lodomerien des habsburgischen Kaiserreichs (ab 1804). Im 19. Jahrhundert lebten einige Dutzend deutscher Siedler im Süden des Dorfs, im Weiler Niemcy (wörtlich Deutsche) an der Grenze zur Kolonie Hirschbach (Baranówka), heute ein Weiler von Jelna.
1900 hatte die Gemeinde Łukowa 77 Häuser mit 389 Einwohnern, davon waren 348 polnischsprachig, 41 deutschsprachig, 249 römisch-katholisch, 96 griechisch-katholisch, 3 israelitisch und 41 evangelisch. Die Protestanten gehörten zu der Gemeinde in Wola Zarczycka (Königsberg) und wurden am evangelischen Friedhof in Hirschbach bestattet.
1918, nach dem Ende des Ersten Weltkriegs und dem Zusammenbruch der k.u.k. Monarchie, kam Łukowa zu Polen. Im Jahre 1921 hatte die Gemeinden 363 Einwohner, die überwiegend polnische (326) Römisch-Katholiken (278) waren, es gab auch 76 Griechisch-Katholiken und 37 Ruthenen (Ukrainer) und 9 Juden.
Im Zweiten Weltkrieg gehörte es zum Generalgouvernement. Von 1975 bis 1998 gehörte Łukowa zur Woiwodschaft Rzeszów.